# 甲斐隆博
甲斐 隆博（かい たかひろ、1951年（昭和26年）4月25日 - ）は、日本の銀行家。肥後銀行代表取締役会長。九州フィナンシャルグループ取締役。熊本経済同友会代表幹事。

## 人物
熊本県出身。慶應義塾大学商学部卒業後、肥後銀行入行。
本部勤務等を経て、大津支店長時代には、ホンダ等進出大企業との取引拡大に取り組んだほか、福岡支店長時代には、財界とのパイプづくりに務め営業の伸張をはかった。
2009年には、16年ぶりの生え抜きとして頭取に就任。
頭取就任時には8年間が任期と考えていたが、熊本地震が発生し、復旧・復興への体制づくりをやり遂げた上で交代したいと思ったとして、2018年6月末で、代表権のある会長に退いた。後任には旧富士銀行出身でみずほ銀行熊本支店長や海外勤務経験もある笠原慶久取締役常務執行役員（2018年4月1日付で副頭取昇格）が就いた。
2019年6月、九州FG会長から取締役に退く。
夫人は、長野吉彰同行元頭取の長女。

## 略歴
- 1975年（昭和50年） - 慶應義塾大学商学部卒業後、肥後銀行入行。
  - 以降、企画部経営企画課調査役、本店営業部融資第一課長兼法人渉外課長、大津支店長等を歴任する。
- 2000年（平成12年） - 同理事福岡支店長兼福岡事務所長。
- 2001年（平成13年） - 同取締役融資第二部長委嘱。
- 2003年（平成15年） - 同常務取締役融資第二部長委嘱。
- 2006年（平成18年） - 同専務取締役。
- 2008年（平成20年） - 同副頭取。
- 2009年（平成21年） - 同頭取。
- 2015年（平成27年） - 九州フィナンシャルグループ代表取締役会長。
- 2018年（平成30年） - 肥後銀行代表取締役会長。九州フィナンシャルグループ代表取締役会長。
- 2019年（令和元年） - 九州フィナンシャルグループ取締役。